# Epitáfio de Sícilo
O epitáfio de Sícilo ou Seikilos é famoso por ser o mais antigo exemplo encontrado de uma composição musical completa, incluindo notação musical e letra no mundo ocidental. Uma melodia da música grega que foi encontrada gravada em uma lápide perto de Aidim na Turquia (próximo a Éfeso). Também há na gravação a informação de que foi feita por um certo Sícilo, para sua esposa, presumivelmente enterrada no local. 
Além da composição, foram encontradas estas inscrições:
Eu sou um túmulo, um ícone. Sícilo me pôs aqui como um símbolo eterno da lembrança imortal.
Sobre a letra, transcrita na figura abaixo com o alfabeto grego moderno, há uma linha com letras e sinais que indicam as notas:

A partitura de Sícilo

Traduzida em notação musical moderna, a canção seria assim:
Predefinição:Listen MIDI

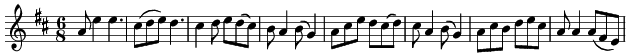
A melodia do epitáfio de Sícilo

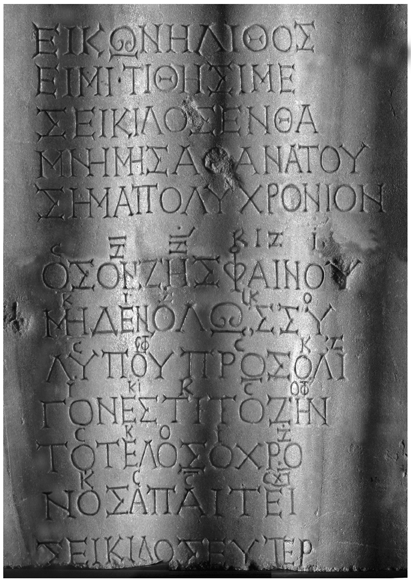
A inscrição em detalhe

A seguir uma transliteração das palavras cantadas na melodia e uma tradução para o português:
Hoson zés, pháinou
Medén hólos sý lýpou
Pros olígon estí to zén
To télos ho khrónos apaitéi
Enquanto viveres, brilha.
De todo não te aflijas,
Pois curta é a vida
E o tempo cobra seu tributo.
Há controvérsias sobre a datação desta lápide, desde 200 a.C. até cerca de 100 d.C.. Embora existam exemplos mais antigos de notação musical (por exemplo os hinos délficos), todos eles são apenas fragmentos. O epitáfio de Sícilo é único por ser uma partitura completa de uma composição, mesmo que bastante curta.

## Trajetória
A trajetória da lápide esculpida do Epitáfio de Seikilos é incerta. 
A estela do Epitáfio de Seikilos possui duas histórias distintas sobre sua descoberta. Uma diz que foi encontrada pelo arqueólogo escocês W. M. Ramsay perto da atual Aydın, na Turquia, em 1883. A estela teria sido descoberta na Turquia em 1883 pelo arqueólogo W. M. Ramsay, mas os detalhes a partir daí são conflitantes. Algumas fontes dizem que a estela foi mantida em um museu na Grécia até a Guerra da Independência da Turquia com os gregos em 1919. Durante a guerra, o Consulado Holandês na Turquia teria levado a estela para fora do país, mas as razões e identidade do cônsul permanecem desconhecidas.
Já a outra afirma que foi encontrada acidentalmente pelo ferroviário Edward Purser, que a deu como presente para sua esposa.
O que é aceito pacificamente é que a estela foi levada para o Museu Nacional da Dinamarca em Copenhague, onde está até hoje, depois de ser mantida em segurança no Hague, na Holanda.